# Openoffice.org
Openoffice.org (OOo), i marknadsföring skrivet OpenOffice.org, är ett kontorspaket som härstammar från Staroffice, ursprungligen utvecklat av det tyska Star Division. Programvaruföretaget Sun Microsystems köpte Staroffice år 1999. Sun gjorde det mesta av programmets källkod till öppen källkod och publicerade den omarbetade versionen som Openoffice och senare, på grund av varumärkesproblem, som Openoffice.org. Staroffice, som innehåller både kod från Openoffice.org och ofria komponenter, såldes fortfarande av Sun. Openoffice ägs sedan 2010 av Oracle Corporation, och ändringar införda då fick många utvecklare att istället börja arbeta vidare med programmet under nytt namn, Libreoffice, en fork. Libreoffice, Openoffice.org och Staroffice konkurrerar med Microsoft Office, men ligger långt efter när det gäller marknadsandelar.
Openoffice.org har öppen källkod och är helt gratis att använda. Openoffice.org är ett av de största programmen med öppen källkod, vid sidan av sådana som GNU/Linux, Gimp och Mozilla.
Programpaketet kallas informellt ofta Openoffice, men den termen är ett varumärke registrerat av någon annan. Därför heter programpaketet formellt Openoffice.org.
Openoffice.org till Mac OS finns från och med version 3.0 i en Aqua-version där inte X11 behöver vara installerat. Innan denna version fanns behövdes Neooffice, som bygger på samma öppna källkod, för att Apples användargränssnitt Aqua skulle kunna användas. 
I samband med att Openoffice köptes upp av Oracle Corporation i april 2009 valde ett antal Openoffice-utvecklare att starta det konkurrerande kontorsprogrammet Libreoffice som ägs av The Document Foundation. Det finns flera så kallade "forks" av programmet, varav bland annat Apache Openoffice, Libreoffice och Neooffice är aktiva 2018.

## Ingående moduler
| Ikon | Namn    | Beskrivning                                                                              |
| ---- | ------- | ---------------------------------------------------------------------------------------- |
|      | Writer  | En ordbehandlare.                                                                        |
|      | Calc    | Ett kalkylprogram.                                                                       |
|      | Impress | Ett presentationsprogram.                                                                |
|      | Draw    | En vektorbaserad grafikmodul där man kan skapa enkla ritningar, flödesdiagram, med mera. |
|      | Math    | En formeleditor där man kan skapa matematiska formler.                                   |
|      | Base    | En databashanterare där man kan skapa tabeller, frågor och rapporter.                    |

För samtliga moduler gäller att resultatet (dokument, kalkyler, bilder, etc.) kan exporteras till PDF-format. Filerna som skapas sparas i det öppna filformatet Opendocument, men det går också att öppna och spara filer i andra vanligen förekommande format. Till exempel kan Wordfiler, Excelfiler och Powerpointfiler redigeras. Grafikmodulen Draw kan skriva och läsa nästan alla typer av bildfiler.

## Konkurrerande programvara
- Microsoft Office
- Libreoffice
- Staroffice
- Wordperfect Office
- Iwork
- KOffice
- Gnumeric
- Lotus Smartsuite
- Neooffice
- Thinkfree Office
- Lotus Symphony
- Buzzword (Adobe)
- Zimbra (Yahoo)
- Docs & Spreadsheets (Google)